# Silke Maier-Witt
Silke Maier-Witt (* 21. Januar 1950 in Nagold) ist eine ehemalige deutsche Terroristin. Sie war ab 1977 Mitglied der zweiten Generation  der Roten Armee Fraktion (RAF), tauchte 1980 in der DDR unter, wurde 1990 enttarnt, wegen der Entführung und Ermordung von Hanns Martin Schleyer zu zehn Jahren Freiheitsstrafe verurteilt und 1995 vorzeitig entlassen. Danach arbeitete sie als Psychologin.

## Leben
Silke Maier-Witt wurde als Tochter des Schiffsbauingenieurs Hans-Joachim Maier-Witt und dessen Frau Sieglinde, geb. Sievert, in Nagold geboren. Sie wuchs zunächst in Berneck im Schwarzwald (heute Stadtteil von Altensteig) auf, wo ihr Vater die Leitung eines Sägewerks übernommen hatte. Ab 1960 besuchte Maier-Witt das Heilwig-Gymnasium in Hamburg. In der Hansestadt studierte sie ab 1969 Medizin und Psychologie, während des Studiums arbeitete sie unter anderem mit verhaltensauffälligen Jugendlichen. Zu ihrem Vater hatte sie ein distanziertes und emotional kühles Verhältnis, ihre Mutter starb früh. Auf ihre Frage als junge Frau, welche Rolle ihr Vater im Zweiten Weltkrieg gespielt hatte, reagierte dieser ausweichend. Während ihrer Inhaftierung in den 1990er-Jahren erfuhr Maier-Witt, dass ihr Vater SS-Mann und in einem SS-Schützen-Bataillon in Russland aktiv war.
Am 7. April 1977 schloss sie sich in einer konspirativen Wohnung in Amsterdam – teilweise in Reaktion auf den Tod von Holger Meins – der Roten Armee Fraktion an. Sie war als Späherin an der Entführung und Ermordung von Hanns Martin Schleyer beteiligt. Ihre Hauptaufgaben innerhalb der Organisation lagen meist im Bereich der Recherche und Zubringerdienste.
Nachdem 1979 bei einem Banküberfall in Zürich eine Unbeteiligte erschossen worden war, tauchte sie in der DDR unter. Dort ließ sie sich unter dem Namen Angelika Gerlach in Hoyerswerda zunächst zur Krankenschwester ausbilden und studierte später Informationswissenschaften an der Technischen Hochschule Ilmenau. 1981 wurde sie inoffizielle Mitarbeiterin der DDR-Staatssicherheit (MfS) mit dem Decknamen Anja Weber.
Am 13. Juni 1985 meldete ein junger DDR-Übersiedler der Polizei in Möglingen in Baden-Württemberg, er habe die gesuchte Silke Maier-Witt in Weimar als Angelika Gerlach, wohnhaft in Erfurt, gesehen. Als das MfS dies durch den sowjetischen Geheimdienst KGB erfuhr, siedelte es Maier-Witt mit der neuen Identität als Sylvia Beyer nach Ost-Berlin um und setzte sie als Leitung der Informationsstelle des VEB Pharma Neubrandenburg ein. Unter diesem Namen wurde sie am 18. Juni 1990 in Neubrandenburg verhaftet und in die Bundesrepublik abgeschoben. Am 8. Oktober 1991 wurde sie wegen der Entführung und Ermordung von Hanns Martin Schleyer zu zehn Jahren Freiheitsstrafe verurteilt und 1995 vorzeitig aus der Haft entlassen.
1994 nahm sie ihr Psychologiestudium an der Carl-von-Ossietzky-Universität Oldenburg wieder auf und schloss das Studium mit dem Diplom ab. Im Anschluss absolvierte sie eine Ausbildung in systemischer Familientherapie und war schließlich im Bereich der Kinder- und Jugendpsychiatrie, der psychologischen Beratung und der innerbetrieblichen Kommunikation tätig.
1999 bewarb sie sich mit einem Empfehlungsschreiben von Generalbundesanwalt Kay Nehm beim forum ZFD zur Ausbildung als Friedensfachkraft. Sie war in dieser Funktion von 2000 bis 2005 in Prizren im Kosovo im Einsatz.
2006 betreute sie in Ulcinj ein Urlaubsprojekt des Komitees für Grundrechte und Demokratie im Rahmen der Aktion Ferien vom Krieg für albanische und serbische Jugendliche aus dem Kosovo. Heute lebt Maier-Witt in Nordmazedonien.
Maier-Witt gehört zu den wenigen Beteiligten des engsten RAF-Kreises, die sich mittlerweile selbstkritisch öffentlich äußern. Im Rahmen einer Zeugenaussage im Jahr 2011 appellierte sie an ihre ehemaligen Mitstreiter: „Wir sind alle alte Leute geworden, da macht es keinen Sinn mehr, das Versteckspiel aufrechterhalten zu wollen“. Es gebe eine moralische Pflicht „auch gegenüber dem Sohn von Herrn Buback, der ein Recht darauf hat, zu erfahren, wer das war“.
In einem Interview nach ihrer Verurteilung stellte Maier-Witt Zusammenhänge zwischen ihrer Zugehörigkeit zu einer Terrorgruppe und der Zugehörigkeit ihres Vaters zur SS her.
Im November 2017 bat sie Jörg Schleyer, den jüngsten Sohn von Hanns Martin Schleyer, um Verzeihung. Die beiden trafen sich zu einem siebenstündigen Gespräch in einem Hotel im mazedonischen Skopje. Jan Feddersen schrieb dazu in der taz, Maier-Witt sei damit das erste frühere RAF-Mitglied, das sich „ernsthaft an so etwas wie Aussöhnung, Erklärung, Reue und die Bitte um ‚Verzeihung‘ heranwagt“.
Im Februar 2025 erschien ihre Autobiografie, in der sie berichtet, wie sie zur Terroristin wurde. „Anders etwa als Inge Viett in ihrer Autobiografie vermeidet sie eine glorifizierende Überhöhung ihrer selbst oder der DDR,“ schreibt Andreas Fanizadeh in seiner Besprechung des Buches für die taz.

## Veröffentlichungen
- mit André Groenewoud: Ich dachte, bis dahin bin ich tot. Meine Zeit als RAF-Terroristin und mein Leben danach. Kiepenheuer & Witsch, Köln 2025, ISBN 978-3-462-00690-2.